# Microsteira ambovombensis
Microsteira ambovombensis är en tvåhjärtbladig växtart som beskrevs av Arenes. Microsteira ambovombensis ingår i släktet Microsteira och familjen Malpighiaceae. Inga underarter finns listade i Catalogue of Life.